# Ekliptikaler Meteorstrom
Als ekliptikal wird ein Meteorstrom bezeichnet, dessen Teilchen (Meteoroide) keinem der bekannten Kometen zugeordnet werden können, sondern sich im Laufe der Jahrhunderte nahe der Erdbahnebene – der Ekliptik – verstreut haben.
Dadurch verteilen sich die Sternschnuppen über einen längeren Zeitraum, der bis zu mehrere Monate betragen kann. Die tägliche Zahl der Meteore ist sehr gering, das Maximum eher flach. Einige Beispiele sind die Virginiden (März bis Mai), die Juli-Aquariden (Juli/August) oder die Tauriden (September bis Dezember). Von ihnen erreichen nur die Juli-Aquariden manchmal Fallraten über 30 pro Stunde.
Zum ekliptikalen Typus werden auch Sternschnuppenschwärme gerechnet, von denen der Ursprungskomet zwar vermutet wird, die aber auch Kleinmaterial von ekliptiknahen Asteroiden enthalten. Zu ihnen könnten die Geminiden gehören. Die Klärung solcher Zusammenhänge ist ein spezielles Thema der Meteorastronomie.